# А вы любили когда-нибудь?
«А вы любили когда-нибудь?» — советский художественный полнометражный цветной фильм, снятый Игорем Усовым на киностудии «Ленфильм» в 1973 году.

## Сюжет
Юноша Митя полюбил девушку Олю, но Митина мама считает, что он должен любить девушку Лилю. Верные друзья — дедушки и бабушки, — приходят на помощь влюблённым.

## В ролях
- Алла Мальцева — Оля Никольская, медсестра-регистратор (вокал — Таисия Калинченко)
- Георгий Вицин — Яков Иванович Никольский / мама Нины Дмитриевны
- Владимир Пучков — Дима Вдовин
- Георгий Штиль — врач «скорой»
- Сергей Филиппов — врач Михаил Михайлович / Ольга Васильевна
- Пантелеймон Крымов — Юрий Николаевич Вдовин, папа Мити
- Людмила Шагалова — Нина Дмитриевна, мать Мити
- Александр Жданов — Витя
- Елена Андерегг — мама Оли
- Николай Крюков — дедушка с двумя внуками
- Любовь Тищенко — уборщица в парикмахерской
- Виктор Кривонос — актёр в телеспектакле
- Юрий Соловьёв — Леонид Маркелович, популярный дамский парикмахер
- Мария Полицеймако — эпизод
- Евгений Смирнов — эпизод

## Отзывы
Несмотря на сильный актёрский состав мастеров комедийного жанра, фильм получил негативные отзывы советской кинокритики: «комедии типа „А вы любили когда-нибудь?“ не выдерживают проверки на зрителе не только потому, что плохо сделаны. Они пустопорожние».
Кинокритик Станислав Рассадин в журнале «Искусство кино» написал, что «фильм ни о чём» и «необычен размах пошлости»; им же было отмечено удивительное сходство с «таким же посредственным фильмом» «Тёща». Критик Наталия Ильина в журнале «Советский экран» отмечала, что «характера невнятны, сюжет в строгом смысле отсутствует», а «если нет ни характеров, ни сюжета, то откуда взяться мысли?».

## Съёмочная группа
- Авторы сценария: Олег Митин, Георгий Полонский, Камил Икрамов
- Режиссёр: Игорь Усов
- Оператор: Александр Дибривный
- Художник: Игорь Вускович
- Композитор: Игорь Цветков
- Тексты всех песен: Яков Голяков
- Звук: Григорий Эльберт